# Lotus (architecture)

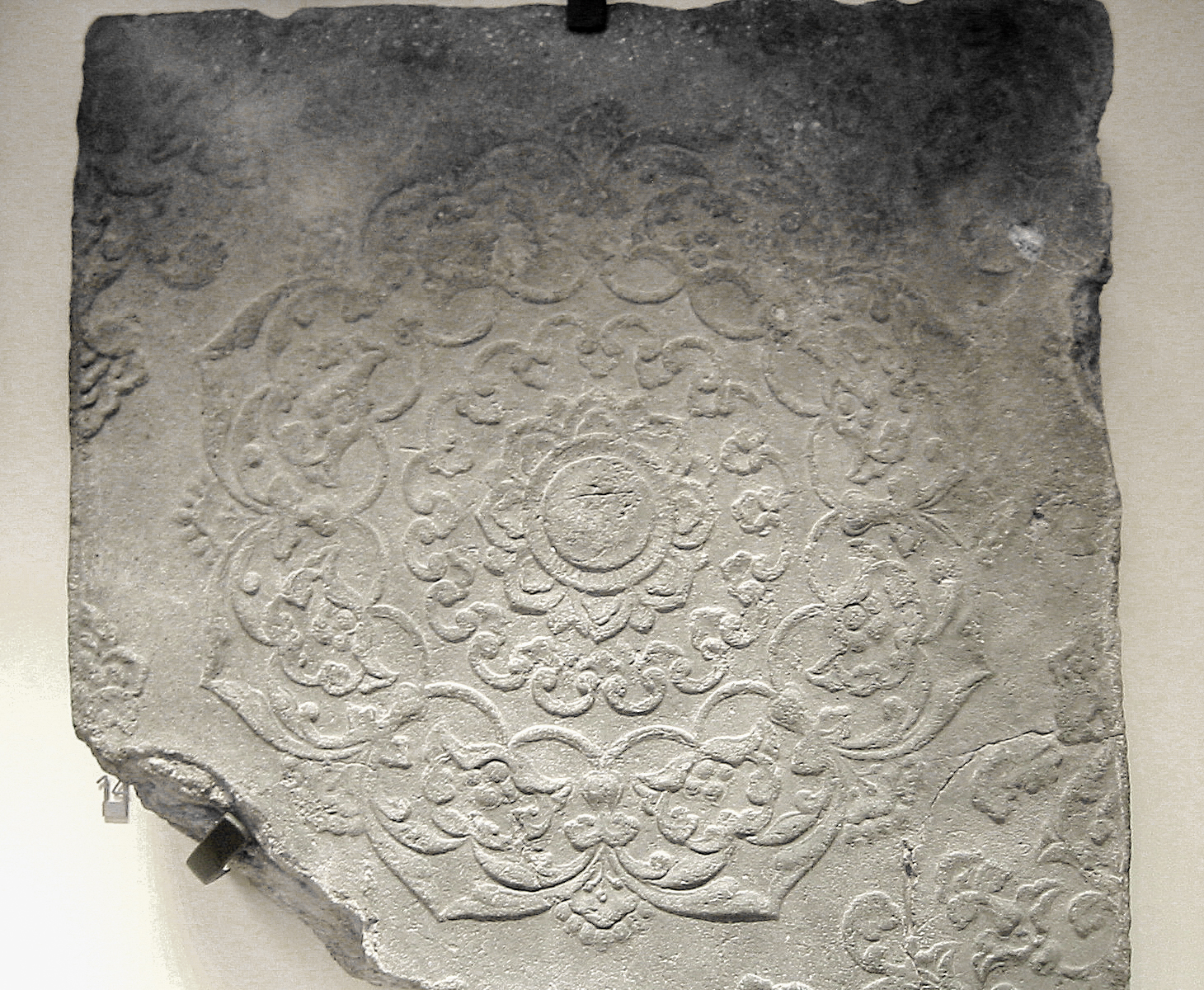
Tablette à bas-relief d'un temple du royaume de Silla (royaume historique de Corée) du VIIIe siècle, musée Guimet.

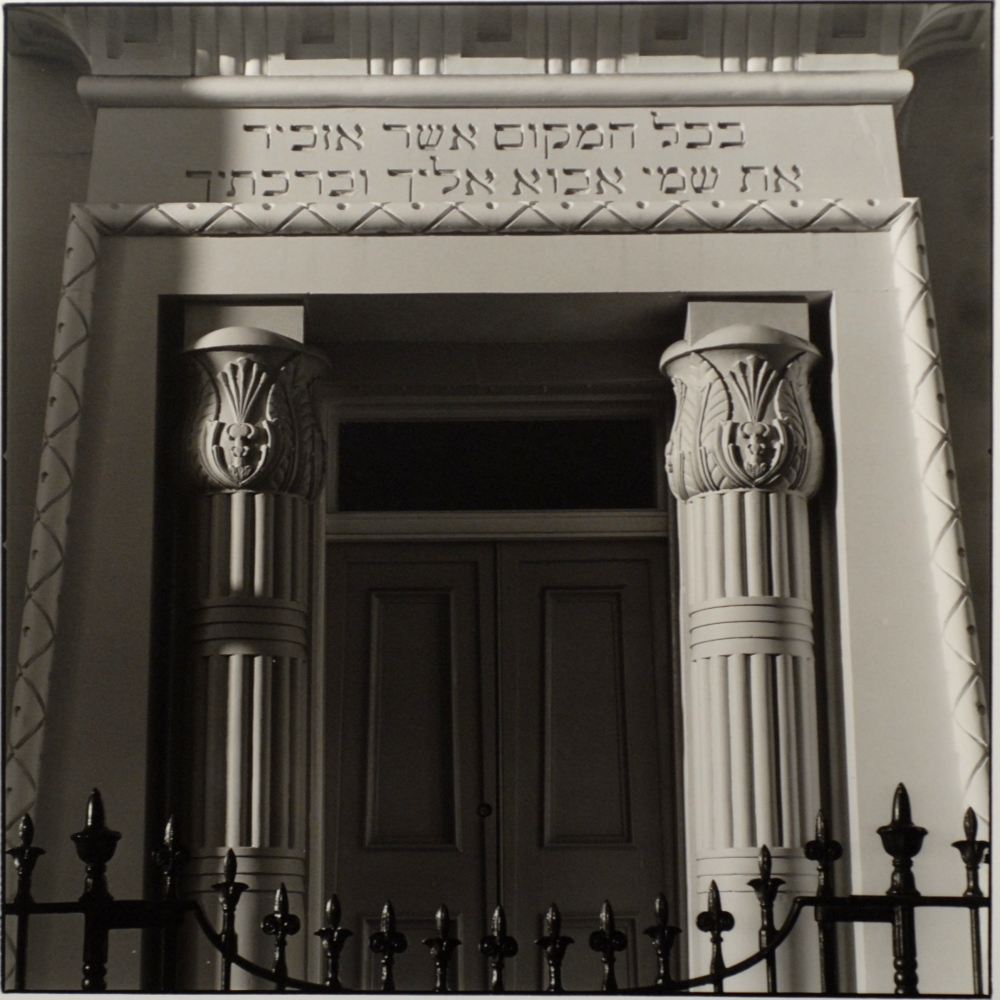
Piliers à chapiteau lotiforme de la Hobart Synagogue à Hobart en Tasmanie (1854), style éclectisme égyptien.

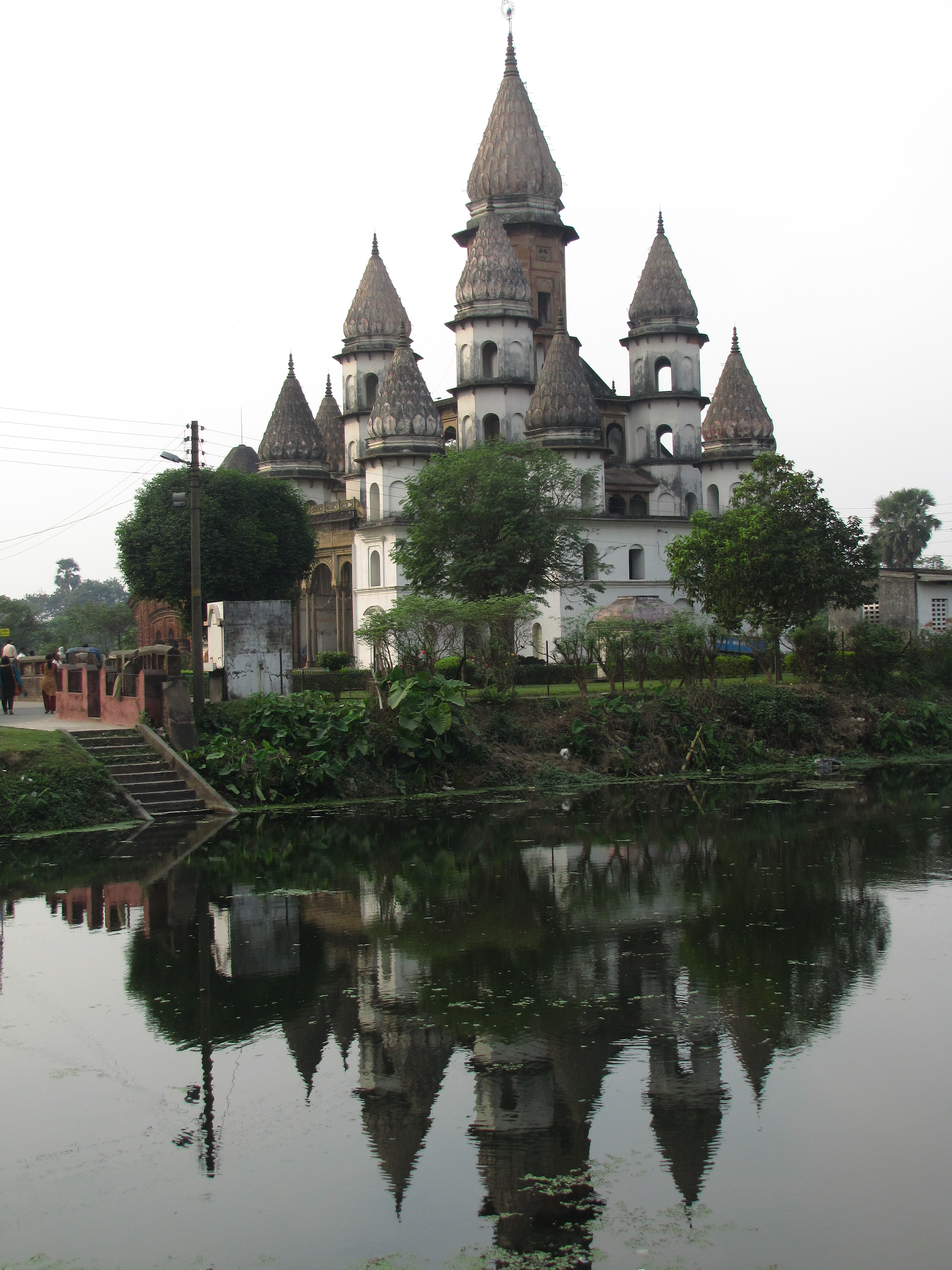
Toiture à fleurs de lotus du Hangseshwari Temple à Bansberia (Inde).

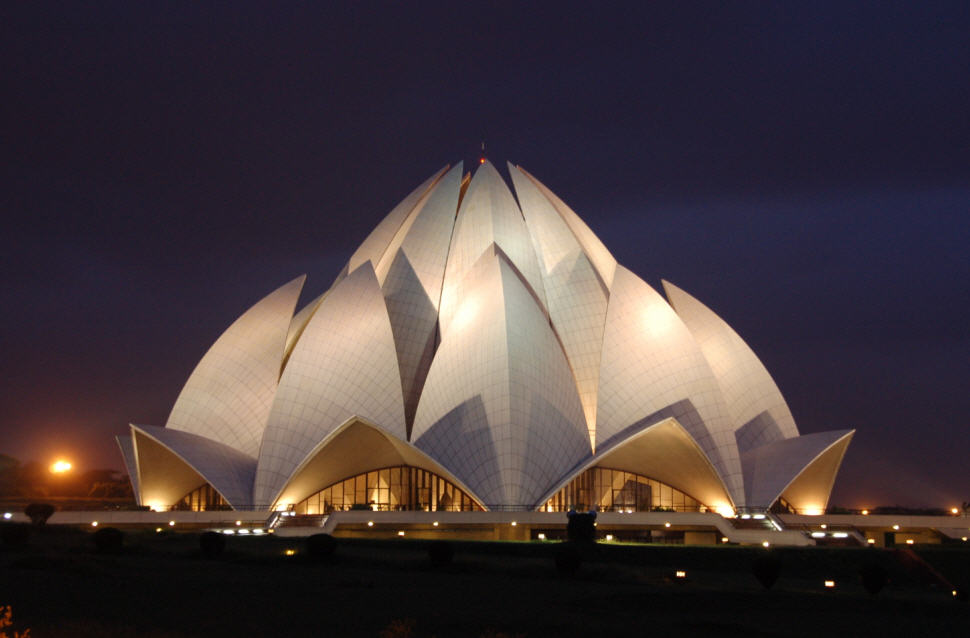
Temple du Lotus à New Delhi, conçu par l'architecte iranien Fariborz Sahba, pour l’Association bahá’ie indienne. Le temple est construit par Larsen & Toubro Construction entre 1980 et 1986.

Le lotus est un motif architectural d'ornementation et aussi un élément de structuration d'édifices sacrés dans l'architecture orientale, inspirés par la plante du même nom, notamment le lotus sacré (Nelumbo nucifera).
La représentation du lotus est devenue dans ces régions un élément architectural symbole de pureté.
Particulièrement dans l'histoire de l'Asie, notamment au Japon et en Inde, le lotus sacré est indissociable de la spiritualité : il est porteur des symboles de la vie et de la mort et de la réincarnation.
Le lotus symbolique est présent en architecture occidentale par des utopistes contemporains rêvant de la ville végétale en symbiose avec la nature (par exemple Luc Schuiten et son style architectural de l'archiborescence).